# Благовещение Богородично (Сяр)
„Благовещение Богородично“ (на гръцки: Ιερός Ναός Ευαγγελίστριας) е възрожденска православна църква в източномакедонския град Сяр (Серес), Егейска Македония, Гърция, енорийски храм на Сярската и Нигритска епархия на Вселенската патриаршия.

## История
Църквата е разположена на улица „Теодорос Турлендес“ в Долна Каменица (Като Каменикия). Времето на изграждането на църквата не е известно. Махалата се споменава още във византийските извори. В османско време е християнска махала и вероятно в нея е имало храм. Най-старите конкретни сведения за църквата са от една икона в нея, датирана в 1817 година. В по-късни източници има сведения за ремонт на храма. Над средната южна врата има надпис „ΑΝΗ ΓΕΡΘΗΟ ΝΑΟΣ ΟΥΤΟΣ ΤΗΣ ΕΥΑΓΓΕΛΙΣΤΡΙΑΣ ΤΩ 1881 ΜΑΡΤΙΟΥ“. Вероятно това е годината на обновяване. По-късно са правени много частични ремонти. На 13 юли 1907 година в камбанарията на храма се сражава с османците четата на гръцкия капитан Димитър Гоголаков. Камбанарията е разрушена в 1926 година, за да бъде заменена с по-голяма. В 1933 година апсидите са измазани в бяло. В 1944 година е възстановен покривът, а дворът е ограден. След три големи обновления в 1962, 1971 и 1984 година се получава сегашната форма на храма – почти квадратна базилика с размери 18,30 на 17,80 m.
Иконата на „Св. св. Виктор, Мина и Викентий“ (1865) е дело на монах Йеремия.
В 1979 – 1982 година зографът Георгиос Златанис изписва олтарното пространство и малка част от наоса. В 1996 – 1998 година братята Влахос и Андониос Ладиас изписват останалата част. В 2007 година храмът е облицован с камък.
В северната част на двора в 1991 година е издигнат параклис „Свети Христофор“.